# 施思明
施思明（1908年4月5日—1998年10月27日），谱名施耿元，字贯生，号思明，男，天津人，祖籍江苏苏州，中華民国外交家，世界卫生组织创始人之一，并曾出任联合国医监。

## 生平

### 早年
施思明1908年4月5日生于中国天津。在父亲施肇基任驻英国大使期间，施思明随父移居英国，就读于温切斯特公学，后于剑桥大学基督学院获得医学硕士学位。毕业后，施思明曾在英国聖托馬斯醫院（St Thomas' Hospital）实习，该医院座落于伦敦一个贫穷地区，主要服务于大众人民，这段实习经历使施思明立志在公共医疗卫生领域有所贡献。

### 职业生涯
1934年，施思明返回中国，参加中国医学会上海支会，并与1936年被选为上海支会总行政秘书。1937年抗戰爆發后，施思明进入中华民国国民政府负责实施美国租借法案的工作小组。1941年后，施思明前往美国，出任国民政府时任财长宋子文的机要秘书并继续参与租借法案对华实施。施思明于二战即将结束之际以中華民国代表团组员及医学专家身份出席了在旧金山举行的联合国成立预备会议，即旧金山会议（聯合國國際組織會議）。
后来担任聯合國經濟社會理事會附属机构的总监，但是后来由于担任联合国职位，而与出任世界卫生组织高级官员擦肩而过曾让他倍感失望。
1948年起开始担任联合国医学总监，负责约3000名固定联合国职员的医疗卫生工作，以及执行海外任务前的免疫及医疗卫生准备工作。担任此职位长达20年。

### 逝世
1998年10月27日故于美国宾夕法尼亚州匹兹堡市郊的宾夕法尼亚长老会医院。

## 家庭
父亲施肇基为中华民国外交官，曾任中华民国驻英国大使、駐美大使，中华民国外交部长并曾出任中國常駐聯合國代表。施思明为其长子。
妻子李月卿，两人于1934年结婚，有一子施家铭，一女施家莲。岳父李敏为上海银行家。